# Apocephalus vicinus
Apocephalus vicinus är en tvåvingeart som beskrevs av Borgmeier 1925. Apocephalus vicinus ingår i släktet Apocephalus och familjen puckelflugor. Inga underarter finns listade i Catalogue of Life.